# Iwan Drong
Iwan Josifowicz Drong (ros. Иван Иосифович Дронг, ur. 21 listopada?/4 grudnia 1907 w Salkowem, zm. 1994) – radziecki inżynier, konstruktor ciągników. 

## Życiorys
Urodził się 4 grudnia 1907 roku we wsi Salkowo w Cesarstwie Rosyjskim (ob. Salkowe w rejonie hajworońskim na Ukrainie). W 1931 roku ukończył studia na Politechnice Kijowskiej, uzyskując dyplom inżyniera mechanika w specjalizacji ciągnikowej. Po ukończeniu studiów został skierowany do pracy w Stalingradzkiej Fabryce Traktorów (STZ), gdzie uczestniczył w powstaniu i wdrożeniu ciągników gąsienicowych STZ-NATI, STZ-5 i STZ-8.
W 1940 roku Drong został skierowany do Naukowego Instytutu Auto-Traktorowego (NATI) w Moskwie jako starszy inżynier-konstruktor. Przewodził tam pracom nad ciągnikiem artyleryjskim JAZ-NATI, późniejszym Ja-11/Ja-12, za które został w 1944 roku odznaczony Orderem Czerwonej Gwiazdy. Również w 1944 roku został głównym konstruktorem zjednoczenia przemysłu ciągnikowego Gławtraktoroprom. Nadzorował powstawanie nowych konstrukcji KD-35 i DT-54 oraz odbudowę zakładów ciągnikowych ze zniszczeń wojennych i budowę nowych w Lipiecku, Włodzimierzu i Mińsku. W 1947 roku otrzymał Nagrodę Stalinowską wśród konstruktorów ciągnika KD-35. 
Od 1949 roku Drong został głównym konstruktorem Mińskiej Fabryki Traktorów (MTZ) w Mińsku, pozostając na tym stanowisku do 1963 roku. Nadzorował między innymi powstanie pierwszego ciągnika kołowego tych zakładów MTZ-2. W 1958 roku otrzymał tytuł profesora katedry traktorów. 
W 1963 roku Drong został skierowany do Moskwy na stanowisko naczelnika Głównego Zarządu państwowego komitetu autotraktorowego i rolniczego przemysłu maszynowego. Pod koniec lat 60. został zastępcą dyrektora instytutu NATI do spraw prac naukowych i doświadczalno-konstrukcyjnych. W 1971 roku wraz z grupą konstruktorów otrzymał Nagrodę Państwową za opracowanie rodziny unifikowanych kołowych, półgąsienicowych i gąsienicowych traktorów. W końcu lat 70. był pomocnikiem ministra przemysłu samochodowego Aleksandra Tarasowa (w latach 50. dyrektora MTZ). W latach 1980–1984 był głównym specjalistą instytutu NATI.
W 1984 roku odszedł na emeryturę, a zmarł w 1994 roku.
Miał syna Władisława Dronga.